# شرکت نفت سپاهان
شرکت نفت سپاهان شرکت پالایش نفت و تولید روغن ایرانی است، که در سال ۱۳۸۱ تأسیس شد. دفتر مرکزی این شرکت در تهران و پالایشگاه نفت سپاهان در اصفهان قرار دارد. شرکت نفت سپاهان از سال ۱۳۹۲ با نماد شسپا در بازار بورس اوراق بهادار تهران عرضه شد.
شرکت نفت سپاهان دارای تولیدات سالانه حدود ۷۰۰ هزار تن می‌باشد که ۶۰۰ هزار تن آن را محصولات پایه و ۱۰۰ هزار تن آن را محصولات پایانی تشکیل می‌دهند. روغن‌های صنعتی، روغن موتورهای بنزینی، دیزلی، روغن‌های دنده خودرو، روغن موتور سیکلت، روغن موتور ویژه و دریایی، گریس، محصولات پایه (اسلک واکس، پارافین، اکستراک و روغن پایه SOC-500)، ضدیخ و ضدجوش از جمله محصولات این شرکت می‌باشد.
این شرکت بزرگ‌ترین تولید کننده روغن پایه در خاورمیانه است. شرکت اوجان شیمی تبریز، شرکت آریا سولار  و شرکت کیمیا اسپیدی قشم از زیرمجموعه‌های شرکت نفت سپاهان محسوب می‌شوند.

## برند شرکت نفت سپاهان
برند نفت سپاهان (اسپیدی) طی دو سال متمادی ۱۳۹۳ و ۱۳۹۴ در دهمین و یازدهمین جشنواره ملی قهرمانان صنعت ایران به عنوان یکی از ۱۰۰ برند برتر ایران شناخته شد. شرکت نفت سپاهان در سال‌های ۱۳۸۳، ۱۳۸۶، ۱۳۹۰، ۱۳۹۱ و ۱۳۹۳ عنوان صادرکننده نمونه کشور را از آن خود کرده‌است.
در سال ۲۰۰۷ میلادی نیز به عنوان نخستین و تنها شرکت ایرانی به ترتیب موفق به کسب جایزه بین‌المللی طلایی کیفیت و اعتبار تجاری از ژنو-سوئیس و نشان طلای کیفیت (جایزه هزاره جدید) از پاریس فرانسه شد. و در سال ۲۰۱۴ نیز موفق به کسب جایزه و گواهینامه بین‌المللی کیفیت برتر سال ۹۴ مؤسسه بین‌المللی استاندارد ICS از کانادا شده‌است. این شرکت همچنین در سال ۱۳۹۴ موفق به کسب گواهینامه بین‌المللی مدیریت کیفیت، ایمنی، بهداشت و محیط زیست از سوی سازمان بین‌المللی کنترل ریسک (IRCA) شد.

## سهامداران[۱۸]
1. شرکت گروه پتروشیمی تابان فردا (۶۷٫۵۶٪)
2. شرکت پالایش نفت اصفهان (۱۷٫۳٪)
3. شرکت سرمایه‌گذاری صندوق بازنشستگی کشوری (۲٫۷۶٪)

## شرکت‌های تابعه
- شرکت اوجان شیمی تبریز
- شرکت آریا سولار
- شرکت کیمیا اسپیدی قشم